# Ludovic Walter
Ludovic Walter (* 4. Januar 1983 in Vannes) ist ein ehemaliger französischer Tennisspieler.

## Karriere
Walter studierte von 2002 bis 2005 an der Duke University und spielte dort über 200 Matches College Tennis. Er war dort 2005 an Platz 2 der US-College-Rangliste im Einzel geführt.
2007 spielte er erstmals regelmäßig Profi-Tennisturnier. Auf der drittklassigen ITF Future Tour war er zunächst vornehmlich unterwegs und gewann er in diesem Jahr seinen ersten Doppeltitel dort. In der Tennisweltrangliste war er Ende des Jahres im Einzel in den Top 600 und im Doppel innerhalb der besten 800. Dieses Ranking schaffte Walter im Einzel bis Ende 2009 kaum zu verbessern. Er versuchte sich häufiger an Turnieren der ATP Challenger Tour, doch schaffte dort nie mehr als ein Match zu gewinnen. Im Doppel gewann er bis Ende 2009 fünf weitere Titel und erreichte im September 2008 dort mit Platz 335 seine höchste Notierung. Das Jahr 2010 wurde ein besseres Jahr im Einzel für den Franzosen, der auch seinen ersten Einzeltitel gewann; im Doppel siegte er das siebte und letzte Mal bei einem Future. 2011 holte er nacheinander die Einzeltitel zwei und drei, die seine letzten wurden, und erreichte in Guadalajara sein einziges Viertelfinale bei einem Challenger. Wenig später im Januar stand er im Einzel mit Platz 279 auf seinem Karrierehoch in der Weltrangliste. Als Qualifikant schaffte Walter einmal in ’s-Hertogenbosch den Einzug in ein Hauptfeld der ATP World Tour, wo er zum Auftakt Denis Gremelmayr unterlag. Im Doppel blieb sein bestes Ergebnis der Finaleinzug beim Challenger von Bangkok. Von 2012 bis 2014 spielte er nur noch vereinzelt Turniere und beendete seine aktive Karriere.